# Богданский, Хаген
Ха́ген Богда́нский (нем. Hagen Bogdanski, 24 апреля 1965, Западный Берлин) – немецкий кинооператор.

## Биография
В юности выступал как актёр на небольших ролях, в частности — в известном анимационном телесериале Die Sendung mit der Maus. Закончил Государственный техникум оптики и фототехники в Берлине. Работал ассистентом кинооператора, с 1996 года — главный оператор. Постоянно сотрудничает с Оскаром Рёлером.
Преподаёт операторское искусство в Медиашколе Гамбурга.

## Избранная фильмография
- 1999 — Ненасытный (Оскар Рёлер)
- 2000 — Некуда идти (Оскар Рёлер; премия Международного кинофестиваля независимого кино в Оуренсе, Испания)
- 2002 — Храмовник (Себастьян Хенкель-Доннерсмарк, Флориан Хенкель фон Доннерсмарк)
- 2002 — Год первого поцелуя (Кай Вессель)
- 2003 — Страх (Оскар Рёлер)
- 2005 — Антитела (Кристиан Альварт)
- 2006 — Жизнь других (Флориан Хенкель фон Доннерсмарк; Немецкая кинопремия, Премия ассоциации немецких кинокритиков)
- 2008 — Хильда (Кай Вессель)
- 2009 — Дело № 39 (Кристиан Альварт)
- 2009 — Молодая Виктория (Жан-Марк Валле)
- 2011 — Бобёр (Джоди Фостер)
- 2011 — МЫ. Верим в любовь (Мадонна)
- 2012 — Милый друг (Деклан Донеллан)